# Raining Blood
«Raining Blood» es una canción del grupo musical estadounidense de thrash metal, Slayer. Escrita por Jeff Hanneman y Kerry King de
álbum de estudio de 1986 Reign in Blood, el concepto se refiere
a la religión, específicamente dice que es de derrocar el
cielo.
La canción es una de las pistas sólo en Reign in Blood que
dura más de tres minutos, cuenta con cuatro minutos
y diecisiete segundos de duración. La pieza termina con un minuto
del efecto de la lluvia de sonido.
Descrito como un "clásico" por Allmusic, se advierte como
una de las canciones más populares de Slayer. King y
Hanneman, dijeron que era su canción favorita para tocar en vivo.
Ha habido muchas apariciones de la canción en los medios de comunicación
videojuegos y en otros lugares, incluyendo el episodio de South Park, "Die
Hippie, Die". En la estación de radio V-Rock del juego Grand Theft Auto: Vice City y Guitar Hero III: Legends of Rock, siendo una de las canciones más difíciles de tocar. También hay una presentación en vivo de la canción en los álbumes de compilación tanto Headbangers Ball y Hard N' Heavy Vol. 61. Estaba cantada también por Tori Amos y muestra los riffs de Lil Jon "Stop Fuckin Wit 'Me".

## Integrantes
- Tom Araya: Voz y bajo.
- Jeff Hanneman: Guitarra
- Kerry King: Guitarra.
- Dave Lombardo: Batería.